# 落ちもの
落ちもの（おちもの）とは、アニメ・漫画・ライトノベルなどの物語で用いられる手法のひとつ。

## 概要
ストーリーの導入部分において、平凡な主人公のもとに魅力的な異性が突然現れるところから物語が始まるというもの。その後、しばしば主人公と同居することになる。この偶発的な出会いは「まるで空から落ちてきたかのように」発生するものであるが、宇宙人や神、悪魔、天使、魔法使い、未来人など異世界の住人が「実際に空から落ちてくる」場合が多い事に由来する命名である。ボーイ・ミーツ・ガールの派生パターンのひとつであり、恋愛を基調とするかそれに類する要素を含むものである。
主体性の乏しい主人公が好んで描かれるようになった傾向に合わせて頻繁に用いられるようになった。評論家によれば、ライトノベルにおいてこの手法が用いられた典型的な作品として、おかゆまさきによる『撲殺天使ドクロちゃん』シリーズ（2002年初出）が挙げられている。
また洋泉社のアニメ雑誌『オトナアニメ』では、2011年1月8日発売のVol.19にて「空から美少女が降ってくる!! 落ちものヒロイン超百科!!」として特集記事が組まれた。

## 作品の例
『オトナアニメ』Vol.19「空から美少女が降ってくる!! 落ちものヒロイン超百科!!」にて採り上げられた作品を以下に示す
- うる星やつら
- 侵略!イカ娘
- 神のみぞ知るセカイ
- そらのおとしものf
- もっとTo LOVEる -とらぶる-